# Paulin de Barral
Pour les articles homonymes, voir Famille de Barral et Barral.
Paulin de Barral, né à Paris, paroisse Saint-Sulpice, le 29 décembre 1745, et mort le 1er février 1822, est un aristocrate et libertin français.

## Biographie

### Famille
Issu de la famille de Barral, Pierre François Paulin est le fils de Jean-Baptiste-François de Barral (1709-1785), marquis de La Bâtie d'Arvillard et, jusqu'en 1775, marquis de Montferrat, seigneur d'Allevard et de plusieurs terres dauphinoises, et de Marie-Charlotte-Françoise-Antoinette de Chaumont-Quitry (1719-1790). Son père, président à mortier au parlement du Dauphiné, était en son temps réputé pour sa fortune et son avarice. Sa mère quant à elle était la sœur de Madame d'Amblimont et la cousine par alliance de Madame de Pompadour. Baptisé en l'église Saint-Sulpice, il a pour parrain le cardinal Pierre Guérin de Tencin.
Il se marie à deux reprises :
- en février 1764 à Versailles avec Marie-Séraphine Guillaud de La Motte (1743-1800), dame de Jaligny, riche héritière du Bourbonnais (les témoins sont alors le roi Louis XV, la reine Marie Leszczynska et Madame de Pompadour). De ce mariage est issu :
  - Eugène de Barral, mort sans avoir été marié
  - Charles Auguste de Barral (1778-1818), aide de camp du maréchal McDonald.
- en 1803 avec Constance Pauline Zoé Le Roy de Mondreville (1780-1831), dont :
  - Paul Joseph Napoléon de Barral (1806-1850), général de brigade, tué lors de la conquête de l'Algérie.

### Vie publique

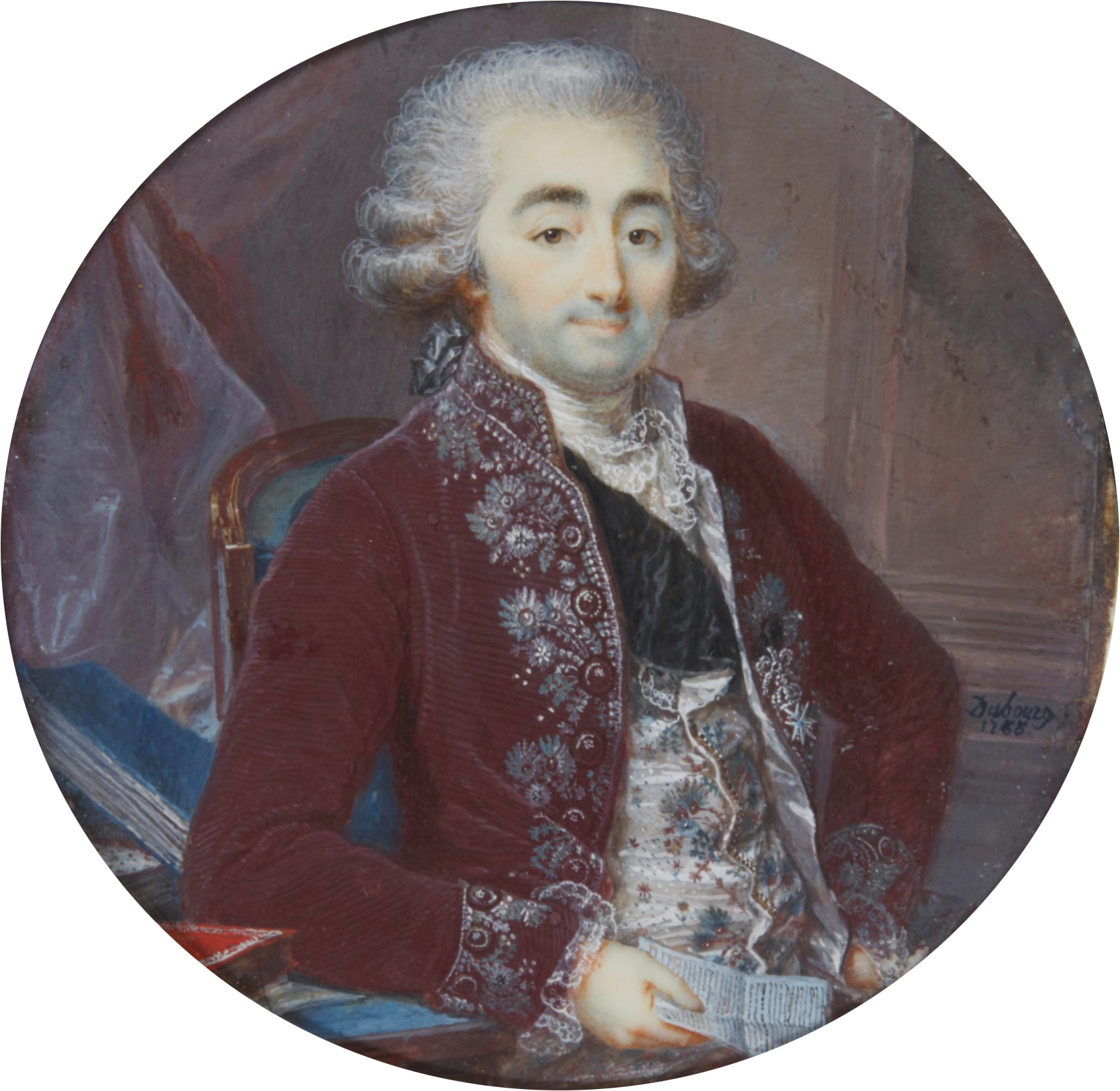
Le comte de Barral en 1788.

D'abord destiné à l'Église puis relevé de ses vœux à la mort de son frère aîné Armand, Paulin est reçu chevalier de Malte, avant de devenir mousquetaire du roi à quinze ans. Sa carrière militaire le conduira à devenir colonel des Grenadiers royaux et gouverneur de la ville de Vienne.
Dans l'intervalle, Paulin est exilé de la cour de Versailles à la suite d'un scandale de mœurs dans lequel il est compromis, et se réfugie dans ses terres dauphinoises, où il devient maître de forges. Selon Stendhal « il mettait sa gloire à être l'amant de toutes les filles du pays. ».
Passé colonel de la Garde nationale à la faveur de la Révolution, puis colonel de dragons, le Premier Empire lui sera également favorable. Proche cousin de l'impératrice Joséphine, il devient chambellan de Jérôme Bonaparte, roi de Westphalie, président du collège électoral de l'Isère, et est titré baron de l'Empire en 1809.
En 1817, il vend à perte son château d'Allevard et ses usines, et meurt quelques années plus tard, à 76 ans.

## Les Liaisons dangereuses
Paulin, libertin fameux, « mauvais garçon caractérisé », « scandaleux et perdu de réputation », avait été très « librement » élevé par son précepteur, l'abbé de Valmont, collaborateur de l'Encyclopédie. C'est ainsi qu'est née la thèse selon laquelle il aurait servi de modèle, parmi d'autres, à son parent, Choderlos de Laclos, pour le personnage du vicomte de Valmont. 
À la sortie des Liaisons dangereuses en 1782, sa première épouse obtient une séparation de corps et de biens en raison des « débauches » de son mari. 
Sa seconde épouse, dite « la Belle Zoé », n'a rien à envier à son mari. Dame d'atours de la princesse Pauline Borghèse, elle est la maîtresse d'Achille Tourteau de Septeuil, dont elle a deux enfants adultérins du vivant de son mari. Elle aurait été exilée en 1807 à Allevard pour n'avoir pas cédé aux sollicitations de Napoléon.

## Titres et armoiries

### Titre
- Marquis de La Bâtie d'Arvillard
- Comte de Barral et de Boucé
- Baron de La Roche-Commier
- Seigneur d'Allevard, de Pinsot, de La Ferrière, de La Chapelle-du-Bard, de Saint-Pierre-d'Allevard, de Jaligny, de Treteau, de Serré, de Sorbiers, de La Jarry, de Saint-Denis et du Coudré
- Baron Barral et de l'Empire (décret du 15 août 1809, lettres patentes signées à Paris à 31 janvier 1810[4]).

### Armoiries
| Image | Armoiries |
| ----- | --- |
|       | Armes du baron Barral et de l'Empire Écartelé au premier d'or à trois cuirasses de sable rehaussées du champ, au deuxième des barons officiers des maisons des princes de notre famille, au troisième burelé d'argent et de gueules de huit pièces, au quatrième d'azur à trois léopards d'or l'un sur l'autre ; armés et lampassés de gueules, sur le tout de gueules à trois bandes d'argent. - Livrées : les couleurs de l'écu. |